# Samuel Bangura
Samuel Bangura (Freetown, Sierra Leona, 23 de enero de 1995) es un futbolista sierraleonés. Se desempeña como lateral izquierdo o centrocampista ofensivo y actualmente milita en el Chelsea FC de la Premier League de Inglaterra.

## Trayectoria
Sam se unió a la Academia del Chelsea Football Club a los 13 años de edad justo después de haber arribado a Inglaterra proveniente de su natal Sierra Leona. Sam fue abriéndose paso a través de las diferentes categorías juveniles del club hasta su debut con el equipo juvenil el 30 de octubre de 2010 en el empate a 2-2 frente al Crystal Palace, al haber entrado de cambio al minuto 80 por Reece Loudon. En total, Sam disputó 4 partidos con el equipo juvenil durante la temporada 2010-11 antes de ser oficialmente promovido al mismo en julio de 2011.

## Clubes
| Club       | País       | Año             |
| ---------- | ---------- | --------------- |
| Chelsea FC | Inglaterra | 2008 - Presente |